# Dean Gorré
Dean Roberto Gorré (* 15. September 1970 in Paramaribo) ist ein ehemaliger niederländisch-surinamischer Fußballspieler und -trainer.

## Karriere
Gorré debütierte 1988 für den SVV/Dordrecht’90. Er spielte insbesondere für Feyenoord Rotterdam und Ajax Amsterdam. Mit diesen beiden Teams gewann er zwei niederländische Meistertitel und mehrere nationale Pokale. Er spielte auch für den FC Groningen und Huddersfield Town, FC Barnsley und FC Blackpool im Vereinigten Königreich.
Gorré bestritt 11 Spiele in europäischen Wettbewerben. Am 4. November 1998 erzielte er ein Champions-League-Tor gegen den griechischen Verein Olympiakos Piräus.
Er bestritt insgesamt 206 Spiele in der höchsten niederländischen Fußball-Liga und erzielte dabei 37 Tore.

## Trainer
Gorré begann als Co-Trainer bei Stoke City und von 2008 bis 2009 bei FC Southampton. Im Januar 2011 wurde er Trainer von RBC Roosendaal und konnte trotz einer Reihe negativer Ergebnisse den Abstieg am Saisonende verhindern. Gorré wurde im Juni 2011 entlassen, weil der Verein für bankrott erklärt wurde.
Nach einer kurzen Tätigkeit als Jugendtrainer bei Ajax Amsterdam wurde er im Februar 2012 Leiter der schottischen U17-Nationalmannschaft. Dort blieb er etwas mehr als ein Jahr, bevor er im März 2013 aus persönlichen Gründen zurücktrat.
Im Februar 2015 wurde Gorré Fußballnationaltrainer seines Heimatlandes Suriname. Er schaffte es nicht, sich für die WM 2018 zu qualifizieren und schied in der zweiten Vorrunde gegen Nicaragua aus. Im Juli 2018 kehrte Gorré als Nationaltrainer zurück und Suriname schaffte erstmals die Qualifikation für den Gold Cup. Möglich wurde dies durch die CONCACAF Nations League, die im September 2019 startete, und durch den 2:1-Sieg gegen Nicaragua im letzten Auswärts-Gruppenspiel.